# Forges de Baudin
Site emblématique de l'histoire industrielle du Jura, les Forges de Baudin sont situées sur les communes de Sellières et de Toulouse le Château.

## Histoire
Leur histoire remonte à 1794 par le transfert du haut fourneau de Frontenay sur le site de Baudin au bord de la rivière La Brenne. 
En activité de 1794 à 1959, le site a toujours été connu sous le nom de « Forges de Baudin » alors qu'il s'agit en réalité d'une fonderie: on n'y travaillait pas le fer, mais on y coulait la fonte en fusion dans des moules pour y fabriquer divers types d'objet.
Au XVIIIe siècle, la Franche-Comté a occupé une place de premier plan dans la production française avec 17 % de la fonte travaillée en France. 
Les Forges de Baudin comptèrent au XIXe siècle parmi les sites industriels les plus importants du département employant plus de 200 ouvriers et produisant plus de 1 500 tonnes de fonte en 1850. 
Aujourd'hui en voie de reconversion, le site a connu un long oubli depuis la fin du XXe siècle. 
Un important fonds d'archive documente l'histoire du site. Il a été transmis par Mme Viviane de Labriffe, fille du dernier maitre de forges, aux archives departementales du Jura. La totalité des documents, dont les dates extrêmes sont comprises entre 1686 et 1961, constitue un volume de 60 mètres linéaires et constitue le principal fonds d'archives privées du département. 

## L'usine de Baudin
L'usine resta dans la même famille tout au long de son activité : les Jobez - Monnier.
Son origine est établie peu après la révolution française. Un haut fourneau est alors établi sur le bord de la rivière La Brenne à l'emplacement d'un ancien moulin medieval. Devenu bien national, Claude-Joseph Morel et Claude Jobez s'en portèrent acquéreurs le 12 germinal an II. Le 18 messidor an II, ils obtinrent du Comité de salut public la translation du haut fourneau de Frontenay au moulin de Baudin. C'est la naissance de l'usine de Baudin. 
En 1811, Claude Jobez devient propriétaire exclusif des Forges de Syam, de Rochejean et Baudin. Il confia l'administration de cette dernière à son gendre, Marie-Etienne Monnier, qui avait épousé sa fille Adélaïde Jobez en 1800, alors qu'il était avocat à Poligny
L'usine de Baudin se spécialise dans la production de fonte moulée. De dimension modeste, l'usine connaît vers 1828 une série d'extensions : logements d'ouvriers, hangar et reconstruction de la fonderie. C'est en cette année qu'on installe une machine à vapeur qui est employée pour actionner les grands soufflets quand la rivière n'a pas d'eau. 
En 1849, Baudin se trouve alors être le troisième établissement industriel du département du Jura du point de vue de l'effectif de la main d'œuvre. L’usine est à son apogée.  
Sous l'influence d'Edmond Monnier, maître de forges, une chapelle néogothique est édifiée en 1853-1854. Elle est dotée d'un orgue de très belle facture fabriqué par la manufacture Ducroquet. La maison du maitre des Forges (Château de Baudin) est édifiées vers 1865.
À la fin des années 1860, l'usine fait face à une crise majeure de la métallurgie française qui souffre de la concurrence anglaise. Elle stoppa définitivement son haut fourneau.  
La production se réoriente vers des produits manufacturés qui allaient faire sa renommée française et européenne : fourneaux, cuisinières et autres ustensiles ménagers mais aussi des éléments décoratifs (balcons, les croix, calvaires). Elle fabrique également des équipements pour les adductions d'eau : le cygne ou les lions qui agrémentent aujourd'hui les places et les fontaines de nombreuses autres localités du Jura sont encore présents pour le rappeler (exemples : la Place du Cygne à Lons-le-Saunier, la Fontaine aux dauphins de Conliège). 
L'usine continua de proposer un modèle social original en permettant aux ouvriers et à leur famille de pouvoir vivre avec un certain bien-être matériel. En plus de leur offrir le logement et un jardin attenant, il leur permettait de se chauffer gratuitement. Les soins médicaux étaient également pris en charge par l'usine. Une école pour les enfants (garçons comme filles) fut rendu gratuite et obligatoire. Une coopérative ouvrière fut instituée et offrait aux habitants de Baudin la possibilité de se ravitailler à moindre frais en produits en tout genre. Une monnaie locale avait même été mise en place pour le règlement des achats. 
Au début du XXe siècle, la fluctuation permanente du marché de la métallurgie, fragilisèrent la fonderie même si d'importants efforts commerciaux permettent d'écouler la production en France et au-delà. La Première Guerre mondiale stimula la production mais la désorganisa également. 
Au cours des années 1930, la production est principalement constituée de cuisinières émaillées mais également de miniatures de ces cuisinières, des jouets appelés "Baby Baudin". On y fabrique aussi des émaux décoratifs et pour certains artistiques, le plus célèbre étant le Chevalier Normand qui ornait la porte de la chapelle du paquebot français Normandie.  
L'usine ferme définitivement en 1959, n'ayant pas pu ou su s'adapter aux méthodes de production les plus modernes.

## Les Maitres de Forges[7]

### Claude-Etienne Jobez (1745-1830)
Claude-Etienne Jobez, créateur des forges de Baudin, petit-fils et fils de paysans horlogers de Morez. Maire de Morez du 1er décembre 1791 au 14 décembre 1794 puis du 6 janvier au 21 mai 1796, il a été membre du conseil général du Jura et fut élu député du Jura en 1815. 

### Etienne Monnier (1764-1849)
Etienne Monnier, gendre de Claude Etienne Jobez, dont il épousa la fille en 1800, avocat en parlement, ancien lieutenant général au bailliage de Poligny, fut le modernisateur des usines de Baudin. 

### Edmond Monnier (1812-1885)
Edmond Monnier , troisième fils d'Etienne Monnier et Adélaïde Jobez, reprit la gestion de l'usine en 1849, et impulsa des idées novatrices en matière de bien-être des ouvriers inspirées du fouriérisme et du mouvement des phalanstères. Il édifia la chapelle néogothique qui fut inaugurée en 1854 par l'évêque de Saint-Claude. 

### André Monnier (1851-1933)
André Monnier spécialisa l'usine dans la production de fonte émaillée et décorative.

### Laurent Monnier (1888-1975)
Laurent Monnier tenta de diversifier la production par la réalisation de grandes fresques artistiques émaillées, aidé en cela par les créations de F.L Schmied. Une de leur réalisation ornait par exemple la porte de la chapelle du paquebot Normandie et est aujourd'hui exposée à New York dans le hall de l'immeuble Le Normandy. 

## Baudin aujourd'hui
Une partie des bâtiments abritant l'usine, menaçant d'effondrement, est rasée en 1975.
Les logements d'ouvriers, le logement patronal, les bureaux l'atelier de fabrication sont inscrits aux Monuments Historiques en 1993. La chapelle est inscrite Monument Historique en 1991 avant d'être classée en 1993,. 
Un musée ouvre ses portes animés par l'association Les Amis des Forges de Baudin. 
Il est remplacé par un Musée d'Art Moderne qui est brièvement en activité entre 2017 et 2018.
En 2022, le site est racheté par des descendants du dernier Maitre de Forges. Des travaux sont engagés pour réhabiliter une partie de l'ancienne usine et créer une salle de reception qui est inauguré l'occasion des Journées Européennes du Patrimoine en septembre 2024.
Le site est lauréat départemental 2024 du Loto du Patrimoine sous l'égide de la Fondation du Patrimoine et va pouvoir bénéficier de l'aide financière de la mission Bern pour continuer sa réhabilitation avec notamment des reprises structurelles importantes (toiture, charpente, menuiseries). 